# Гравитационная аномалия (квантовая теория поля)

Аномалии в четырёхмерном пространстве-времени в виде однопетлевой диаграммы Фейнмана с тремя внешними гравитонами (волнистые линии)

Гравитацио́нная анома́лия в теоретической физике — один из видов калибровочных аномалий. Это квантовомеханический эффект (обычно может быть представлен в виде однопетлевой диаграммы Фейнмана), который нарушает общековариантность общей теории относительности при рассмотрении каких-либо других полей. Также применяется термин «аномалия диффеоморфизма», поскольку общековариантность является симметрией по отношению к координатной репараметризации, то есть к диффеоморфизму.
Принцип общей ковариантности является основой общей теории относительности — современной теории гравитации. Более того, он необходим для самосогласованности любой квантовой теории гравитации, поскольку он требуется для исключения нефизических степеней свободы с отрицательной нормой, а именно гравитонов с поляризацией вдоль направления оси времени. Следовательно, все гравитационные аномалии должны сокращаться.
Аномалия обычно проявляется в виде диаграммы Фейнмана с хиральным фермионом, который распространяется по петле с N внешними гравитонами, где {\displaystyle N=1+D/2} и {\displaystyle D} — размерность пространства-времени. Чистые теоретико-полевые аномалии проявляются только при чётных размерностях пространства-времени. Однако аномалии могут также возникнуть и в нечётномерных пространственно-временных многообразиях с границей.